# Antonino Sganga
Antonino Luis Sganga (Lanús Oeste, Provincia de Buenos Aires; 25 de julio de 1988) es un piloto argentino de automovilismo. Inició su actividad deportiva compitiendo en karting para luego ascender a las categorías de turismos Fiat 600 y Fiat Uno. Desde el año 2009, se desarrolla exclusivamente en el Top Race Series, segunda división del Top Race, donde se destacó como defensor de la marca Alfa Romeo, además de ser un constante protagonista en cada competición.
Debutó en esta categoría en el año 2009 y desde ese año compitió siempre bajo la estructura del Azar Motorsport, defendiendo el honor de Alfa Romeo. En el año 2011 por primera vez debió cambiar de marca, pasando a competir a bordo de un Ford Mondeo II.
En el año 2012 y con la creación de un nuevo parque automotor para el Top Race V6, el Top Race Series heredó el primitivo parque automotor V6, evolucionando y dejando de lado los coches con motor de 4 cilindros, quienes a su vez volvieron a utilizar la denominación Top Race Junior. En ese sentido, Sganga fue ascendido y ubicado dentro del nuevo Top Race Series con motor V6, siéndole confiada una unidad Ford Mondeo III.
En 2014 se produjo su ascenso a la divisional TRV6 de la Top Race, siempre dentro del equipo de Javier Azar. En esta divisional se mantuvo hasta la temporada 2018, tras la cual desarrolló una última carrera como piloto invitado en la divisional Series en la temporada 2019. En ese 2018, incursionó por primera vez en categorías de la Asociación Corredores de Turismo Carretera, al debutar en la divisional TC Mouras, siendo luego invitado a competir en los 1000 km de Buenos Aires del Turismo Carretera.
Tras estas participaciones, su incursión a nivel nacional se detuvo de manera prolongada, incursionando en categorías zonales, hasta que en 2025 retornó al ámbito nacional, debutando en la categoría TC Pista Pick Up.

## Biografía
Iniciado en el deporte automotor compitiendo en karting, Antonino Sganga tuvo su debut en el automovilismo compitiendo a los 15 años en la categoría zonal Fiat 600 Lanús. En el año 2006, Sganga debutó en la categoría Fiat Uno ASM, compitiendo hasta el año 2009. Precisamente en este año, además de cerrar su mejor campeonato culminando cuarto con una victoria y dos podios, iniciaría su carrera a nivel nacional, debutando en el Top Race Junior, donde formó parte del programa de formación de talentos promovido por la escudería Azar Motorsport, en la cual compitió con exclusividad. Su debut tuvo lugar en las dos últimas fechas del campeonato 2009, siéndole confiada la unidad Alfa Romeo 156 con la cual se proclamara campeón en 2007 el piloto Federico Bathiche. Con esta unidad, Sganga cerraría el año cosechando sus primeros dos puntos, culminando 46º.
En el año 2010, Sganga disputó los dos torneos cortos que organizara Top Race ese año, corriendo en la Copa América 2010 y el Campeonato Clausura 2010. En ambos torneos, Sganga demostraría una buena performance, destacándose como defensor de la marca Alfa Romeo y cosechando su primer gran resultado al participar de la denominada Carrera de la Historia, corrida en el Autódromo Roberto Mouras de La Plata, válido por la Copa América. En esta competencia, Sganga compartió la conducción de su unidad con dos ex-Azar Jr. como Eric Borsani y Gonzalo Perlo. Si bien, Sganga finalizó su carrera en tercer lugar, sus compañeros contribuyeron a que la tripulación se lleve el triunfo final, siendo al mismo tiempo el primer triunfo de Sganga, aunque no de manera oficial. Este semestre, "Nino" finalizaría el torneo en séptimo lugar, siendo el mejor representante de la marca italiana.
Finalmente, el primer triunfo de Sganga llegaría en la tercera fecha del Torneo Clausura 2010, corrida en el Autódromo Oscar y Juan Gálvez, siendo esta una de las denominadas "carreras especiales" del Top Race, ya que se trataba de la denominada "Carrera del Año". Para esa fecha, la dirigencia del Top Race pretendió realizar un proceso de recambio institucional en el nombre de su divisional menor, motivo por el cual la categoría dejaría de llamarse Top Race Junior. De esta forma, la divisional fue renombrada Top Race Series y precisamente Sganga se convertiría de esa forma en el primer ganador de la divisional con la nueva denominación. Este torneo, finalmente lo culminaría en el quinto puesto, siendo este su mejor posicionamiento desde su debut.
En 2011, Antonino Sganga continuó vinculado a la escudería Azar Motorsport, con la cual compitió en las dos primeras fechas a bordo de su Alfa Romeo 156, debiendo cambiar a la fecha siguiente por un Ford Mondeo II. El motivo de este cambio fue la adquisición de su unidad Alfa Romeo por parte de su excompañero de equipo Leonardo Palotini, quien fundaría alrededor suyo y de este automóvil la escudería Daher Racing Team. Fechas más tarde, los dos equipos volverían a unificarse, sin embargo Sganga cerraría el año con el modelo de Ford.
En 2012, la categoría dio un paso evolutivo dentro de su estructura interna, creando un nuevo parque automotor para la divisional mayor TRV6. En consecuencia, el primitivo parque de esta divisional sería heredado por la divisional Top Race Series, la cual pasaba a partir de ese entonces a ser conocida también como "Series V6". Por su parte, el parque automotor menor volvería a su antigua denominación, Top Race Junior. En este sentido, Antonino Sganga sería ascendido del primitivo "Top Race Series" al nuevo "Series V6", siempre dentro de la estructura de Javier Azar. En esta nueva divisional, Sganga pasaría a competir con un Ford Mondeo III, identificado siempre con el número 7.
En 2014 se produjo su ascenso a la divisional TRV6 de la Top Race, siempre dentro del equipo de Javier Azar. En esta divisional se mantuvo activo hasta la temporada 2018, teniendo luego una pequeña participación como piloto Invitado en la divisional Series. 
En ese 2018, incursionó por primera vez en categorías de la Asociación Corredores de Turismo Carretera, al debutar en la divisional TC Mouras al comando de un Chevrolet Chevy del equipo Las Toscas Racing, con el objetivo de cumplir un requisito de participación mínima, para ser invitado a competir en los 1000 km de Buenos Aires del Turismo Carretera. Para esta última cita, finalmente fue invitado por el piloto Diego De Carlo, debutando en el TC al comando de un Chevrolet Chevy.
Tras su paso por estas categorías, Sganga continuó desarrollando su carrera deportiva en categorías zonales de la Ciudad de Buenos Aires, haciendo una pausa en su carrera nacional. Esta pausa finalmente tuvo su punto final, al ser convocado para debutar en la divisional TC Pista Pick Up de la ACTC.

## Resumen de carrera
| Temporada | Categoría                           | Equipo            | Automóviles              | Carreras    | Victorias   | Podios      | Poles       | VR          | Puntos      | Pos.        |       |
| --------- | ----------------------------------- | ----------------- | ------------------------ | ----------- | ----------- | ----------- | ----------- | ----------- | ----------- | ----------- | ----- |
| 2009      | Top Race Junior                     | Azar Motorsport   | Alfa Romeo 156 Junior    | 2           | 0           | 0           | 0           | 0           | 2.00        | 46.º        |       |
| 2010      | Copa América de Top Race Junior     | Azar Motorsport   | Alfa Romeo 156 Junior    | 6           | 0           | 0           | 0           | 0           | 43.00       | 7.º         |       |
| 2010      | Torneo Clausura de TR Junior/Series | Azar Motorsport   | Alfa Romeo 156 Junior    | 6           | 1           | 1           | 0           | 1           | 71.00       | 5.º         |       |
| 2011      | Top Race Series (L4)                | Azar Motorsport   | Alfa Romeo 156 Series    | 2           | 0           | 0           | 0           | 0           | 33.00       | 10.º        |       |
| 2011      | Top Race Series (L4)                | Azar Motorsport   | Ford Mondeo Series       | 10          | 0           | 3           | 0           | 0           | 33.00       | 10.º        |       |
| 2012      | Top Race Series                     | Azar Motorsport   | Ford Mondeo Series       | 13          | 1           | 2           | 1           | 1           | 143.00      | 5.º         |       |
| 2013      | Top Race Series                     | Azar Motorsport   | Ford Mondeo Series       | 12          | 0           | 1           | 0           | 1           | 108.00      | 7.º         |       |
| 2014      | Top Race V6                         | Azar Motorsport   | Mercedes-Benz C W204     | 11          | 0           | 0           | 0           | 0           | 82.00       | 17.º        |       |
| 2015      | Top Race V6                         | Azar Motorsport   | Mercedes-Benz C W204     | 18          | 0           | 1           | 0           | 0           | 63.00       | 17.º        |       |
| 2016      | Top Race V6                         | Azar Motorsport   | Mercedes-Benz C W204     | 16          | 0           | 1           | 0           | 0           | 34.00       | 15.º        |       |
| 2016      | Alta Gracia 100 de TC 2000          | PSG-16 Team       | Honda Civic IX           | 1           | 0           | 0           | 0           | 0           | 0           | Inv.        |       |
| 2017      | Top Race V6                         | Azar Motorsport   | Mercedes-Benz C W204     | 15          | 0           | 0           | 0           | 0           | 22.00       | 15.º        |       |
| 2017      | Alta Gracia 100 de TC 2000          | Litoral Group     | Fiat Linea               | 1           | 0           | 0           | 0           | 0           | 0           | Inv.        |       |
| 2018      | Top Race V6                         | Azar Motorsport   | Mercedes-Benz C W204     | 13          | 0           | 0           | 0           | 0           | 39.00       | 12.º        |       |
| 2018      | TC Mouras                           | Las Toscas Racing | Chevrolet Chevy          | 2           | 0           | 0           | 0           | 0           | 47.00       | 39.º        |       |
| 2018      | Buenos Aires 1000 de TC             | LRD Performance   | Chevrolet Chevy          | 1           | 0           | 0           | 0           | 0           | 0           | Inv.        |       |
| 2019      | Top Race Series                     | Azar Motorsport   | Mercedes-Benz CLA Series | 1           | 0           | 0           | 0           | 0           | 0           | Inv.        |       |
| 2025      | TC Pista Pick Up                    | Azar Motorsport   | Toyota Hilux             | Por definir | Por definir | Por definir | Por definir | Por definir | Por definir | Por definir |       |
| Fuente:   | [ 4 ]                               | [ 4 ]             | [ 4 ]                    | [ 4 ]       | [ 4 ]       | [ 4 ]       | [ 4 ]       | [ 4 ]       | [ 4 ]       | [ 4 ]       | [ 4 ] |

## Resultados

### Top Race
| Temporada            | Categoría            | Vehículo             | Equipo          | Posición Final   |
| -------------------- | -------------------- | -------------------- | --------------- | ---------------- |
| 2009                 | Top Race Junior      | Alfa Romeo 156       | Azar Motorsport | 46.º (2 puntos)  |
| Copa América 2010    | Top Race Junior      | Alfa Romeo 156       | Azar Motorsport | 7.º (43 puntos)  |
| Torneo Clausura 2010 | Top Race Series      | Alfa Romeo 156       | Azar Motorsport | 5.º (71 puntos)  |
| 2011                 | Top Race Series      | Alfa Romeo 156       | Azar Motorsport | 10° (33 puntos)  |
| 2011                 | Top Race Series      | Ford Mondeo II       | Azar Motorsport | 10° (33 puntos)  |
| 2012                 | Top Race Series (V6) | Ford Mondeo III      | Azar Motorsport | 5° (143 puntos)  |
| 2013                 | Top Race Series      | Ford Mondeo III      | Azar Motorsport | 7° (108 puntos)  |
| 2014                 | Top Race V6          | Mercedes-Benz C W204 | Azar Motorsport | 17.º (82 puntos) |
| 2015                 | Top Race V6          | Mercedes-Benz C W204 | Azar Motorsport | 17.º (63 puntos) |
| 2016                 | Top Race V6          | Mercedes-Benz C W204 | Azar Motorsport | 15.º (34 puntos) |
| 2017                 | Top Race V6          | Mercedes-Benz C W204 | Azar Motorsport | 15.º (22 puntos) |
| 2018                 | Top Race V6          | Mercedes-Benz C W204 | Azar Motorsport | 12.º (39 puntos) |

### TC 2000
| Año  | Equipo        | Auto           | 1    | 2    | 3     | 4     | 5    | 6    | 7     | 8     | 9  | 10 | 11    | 12  | 13    | 14     | 15     | 16     | 17  | 18  | 19  | 20     | 21 | 22  | 23  | Res. | Puntos |
| ---- | ------------- | -------------- | ---- | ---- | ----- | ----- | ---- | ---- | ----- | ----- | -- | -- | ----- | --- | ----- | ------ | ------ | ------ | --- | --- | --- | ------ | -- | --- | --- | ---- | ------ |
| 2016 |               |                | SMM  | SMM  | CON I | CON I | BA I | BA I | SJO   | SJO   | LP | LP | CDU   | CDU | BA II | BA II  | CON II | CON II | RAF | RAF | AG  | RC     | RC | PAR | PAR | -    | -      |
| 2016 | PSG-16 Team   | Honda Civic IX |      |      |       |       |      |      |       |       |    |    |       |     |       |        |        |        |     |     | 7   |        |    |     |     | -    | -      |
| 2017 |               |                | AG I | AG I | BA I  | BA I  | CDU  | CDU  | PAR I | PAR I | RC | RC | BA II | SL  | SL    | PAR II | PAR II | AG II  | SMM | CON | CON | BA III |    |     |     | -    | -      |
| 2017 | Litoral Group | Fiat Linea     |      |      |       |       |      |      |       |       |    |    |       |     |       |        |        | 13     |     |     |     |        |    |     |     | -    | -      |